# EneJet
EneJet（エネジェット）は、ENEOS株式会社が運営するセルフサービスステーションのブランドである。店名はENEOSの後に名称がつく。
かつて（旧・東燃ゼネラル石油による運営時）はExpress（エクスプレス）であり、エッソ、モービル、ゼネラルの後に名称が付いていた。

## 概要
1998年の消防法改正によるセルフサービスガソリンスタンドの解禁に合わせ、東燃ゼネラル石油が「エクスプレス」ブランドとして2001年に出店を開始。当時は「エッソ」「モービル」「ゼネラル」のサブブランドとして展開されていた。「もっとも素早く、簡単なサービスを最もきれいで心地よい設備で提供する」というコンセプトに基づき、誰もがすぐに、気軽に利用できるセルフSSとする戦略を採っていた。ドトールコーヒーショップやセブン-イレブン、オイル交換などを行うモービル1センター、1DAY車検を行う車検民間車検工場を併設（福岡県の一部店舗）している店舗もある。2005年末時点では全国に約550店舗を展開していた。
なお、「エッソ」「モービル」「ゼネラル」ブランドのセルフ式ガソリンスタンドであっても、「エクスプレス」ブランドとして営業するためには一定規模以上（大規模洗車場の併設・カフェスペースの有無・トイレの広さ・給油レーン数などを総合的に判断）である必要があり、元々フルサービス式店舗からセルフ式へ転換した店舗や、元々が小規模セルフ式店舗などの一部スタンドではエクスプレスブランドを称していない所も存在した。また、同様に「ENEOS」ブランドのセルフ式ガソリンスタンドにおいても全てがEneJetブランドを称しているわけではない。
東燃ゼネラル石油がJXエネルギーへ吸収合併された後も、「エクスプレス」ブランドは継続利用されていた。しかし、「エッソ」「モービル」「ゼネラル」は「ENEOS」に順次統一されることになり、エクスプレスブランドのスタンドもコンセプトを引き継いだENEOSのサブブランド「EneJet」に順次転換された。
2019年7月以降、これまでENEOSのセルフ式ガソリンスタンドとして営業していたスタンドが「EneJet」ブランドへリニューアルされる例も見られる（EMG以外の旧STORK・旧JOMOであったスタンドを含む）。また、旧来のENEOSのスタンドからのリニューアルを中心にDr.Driveを併設する例もみられる。

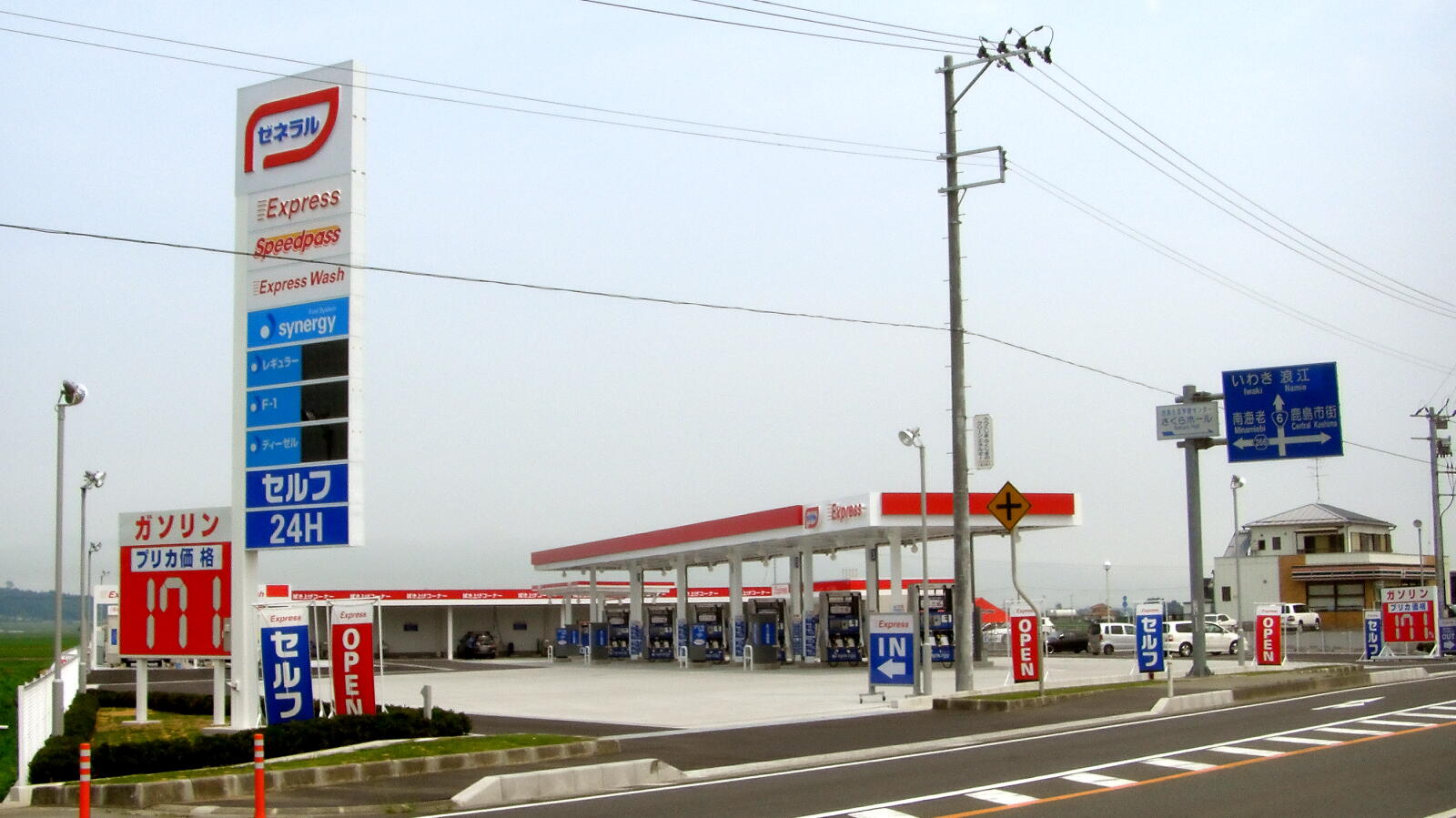
ゼネラルエクスプレス南相馬鹿島SS（現ENEOS EneJet 南相馬鹿島SS 福島県南相馬市）
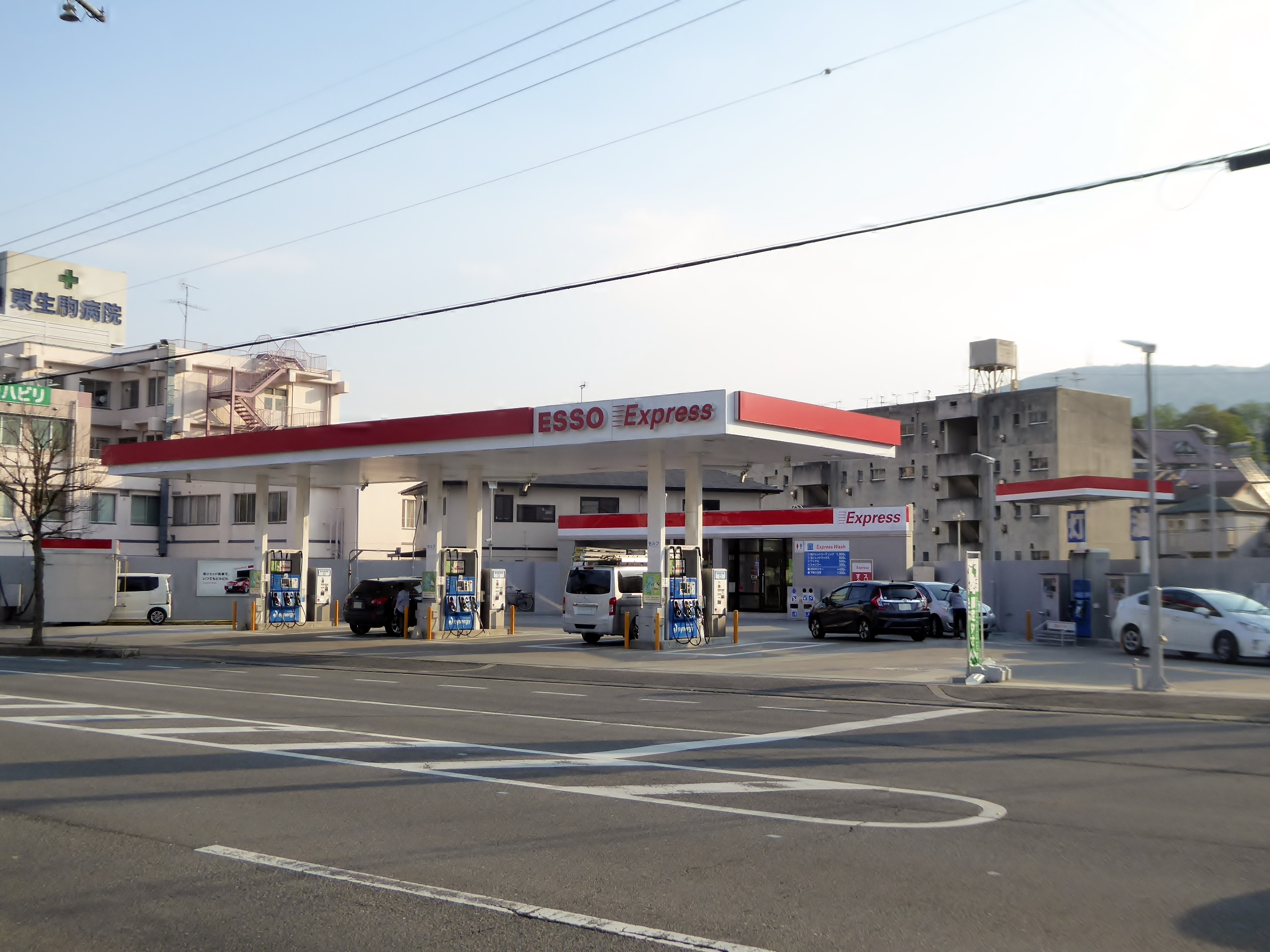
エッソエクスプレス東生駒SS（現ENEOS EneJet セルフステーション東生駒SS 奈良県生駒市）
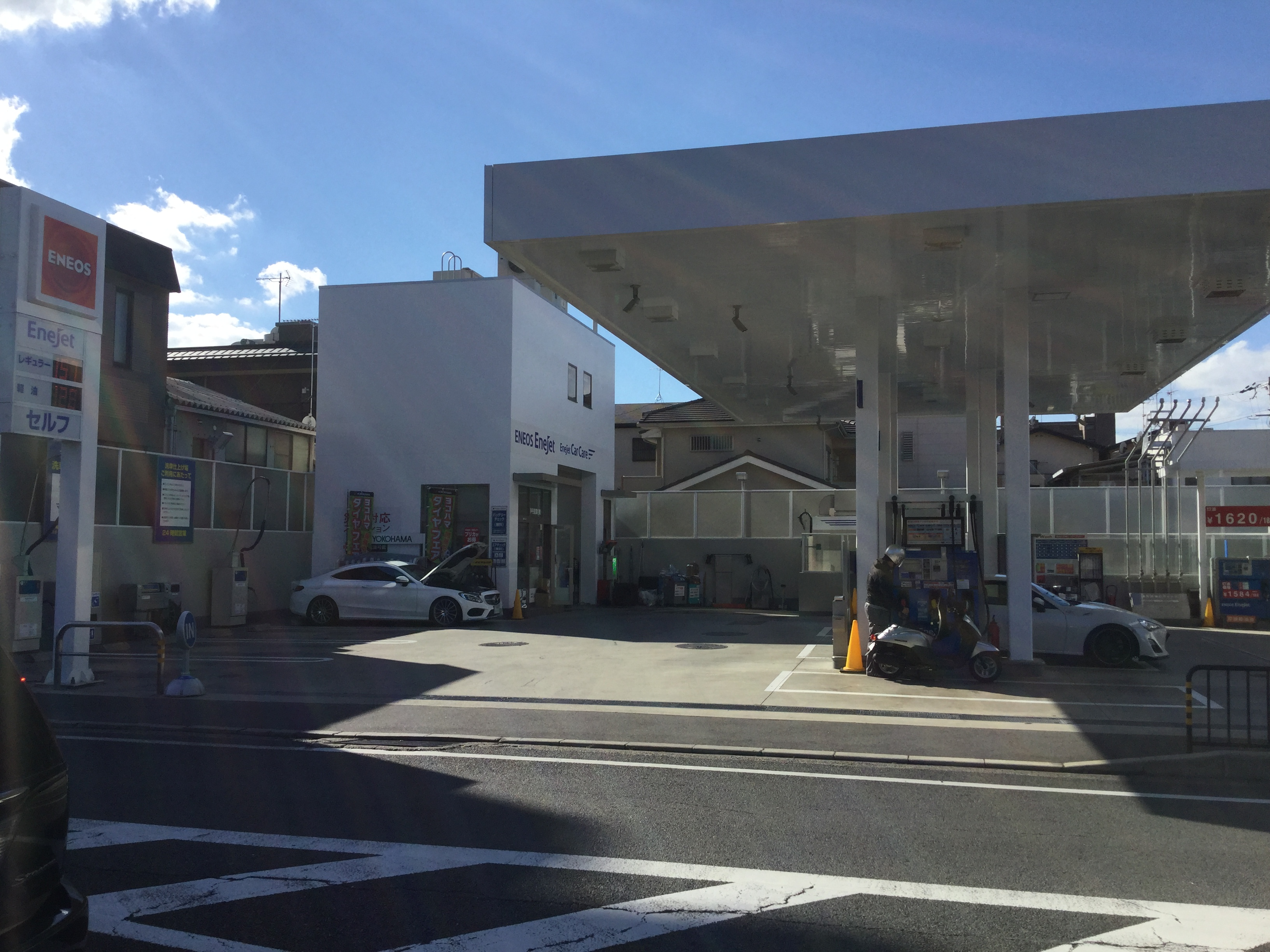
エネジェットセルフ天神川エコ・ステーションSS （伊丹産業運営・旧エッソ 京都府京都市）
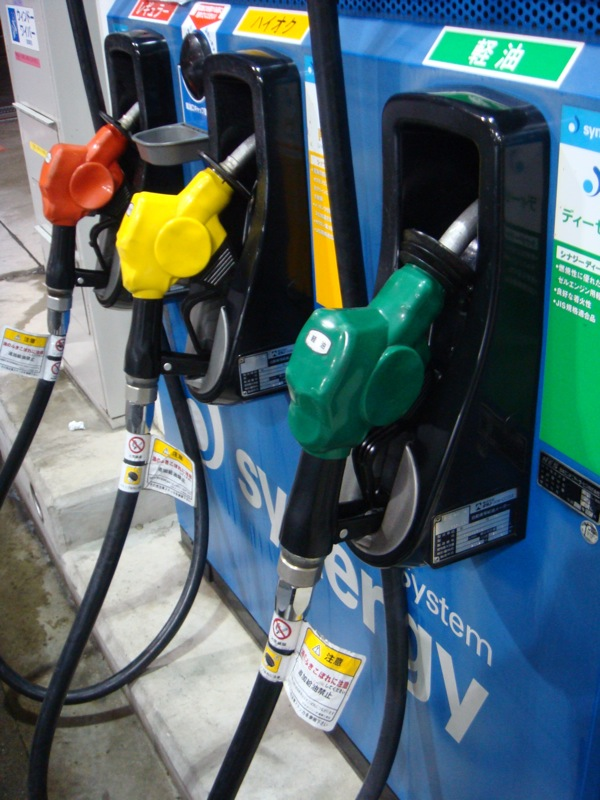
Express時代のシナジー表記と同様のもの

## 商品・サービス

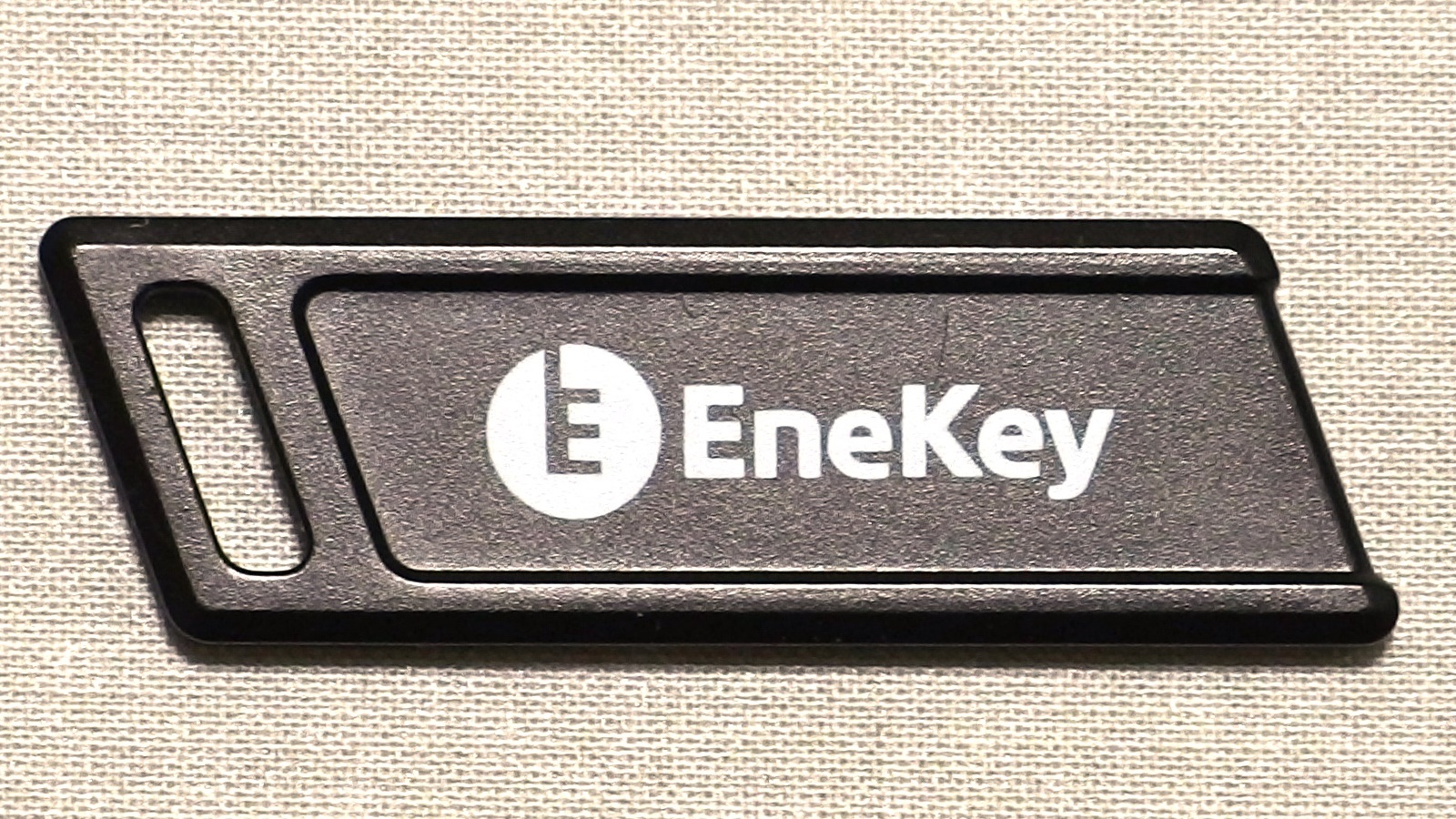
EneKey

EneKey（エネキー）
2019年7月より発行受付が開始されたFeliCaによるカード決済システム。Speedpassの後続サービス。キーホルダーに装着可能なサイズで、給油機のリーダーにかざせば予め登録したクレジットカードに代金が請求される仕組み。ポイント付与対象のクレジットカードで登録した場合はポイントカードも紐付けて登録することができ、別途ポイントカードを用意しなくてもポイントの加算や利用も可能（2022年3月31日まではTポイントのみ。同4月1日より、ENEOSでのマルチポイントサービスの開始に伴い楽天ポイント・dポイントを追加）。給油のほか、洗車やコーヒー（ドトールコーヒーショップ併設店のみ）を同時に購入することもできる。店舗によっては給油に利用出来ても洗車には利用出来ない場合がある。また、EneJet以外にもENEOSブランドのセルフ式ガソリンスタンド（2019年以降に改装された店舗のみ）でも利用できるが、あくまでセルフ式ガソリンスタンド用の決済ツールのためENEOSブランドのフルサービス式ガソリンスタンドでは利用できなかった。現在ではフルサービス式ガソリンスタンドでも一部で利用可能となっている。
モバイルEneKey
2022年7月1日より提供開始されたENEOSサービスステーションアプリに搭載されているQRコード決済機能。EneKeyと同様に、登録したクレジットカードへの請求となり、ポイントサービスの利用も可能。セルフサービス店だけでなく一部のフルサービス店でも利用可能。
nanaco
セブン&アイグループで導入されている電子マネー。EneJet店頭ではキーホルダー式のENEOS nanacoの発行受付を行っている。2019年6月まではカードをリーダーに読ませれば電子マネーのチャージ残高で決済しなくても現金での支払いでnanacoポイントが付与されていた。
Speedpass
EneKey導入前にエクスプレスおよびEneJetで導入されていた決済ツール。サービス内容はEneKeyと類似しているが、Tカードの登録ができないなどの制約がある。2019年6月で新規受付・再発行を終了した。2019年7月以降もエッソ・モービル・ゼネラル エクスプレスから転換したENEOS EneJetでは引き続き利用可能であったが、2020年12月31日をもって日本国内でのサービスを終了した。SpeedpassからEneKeyへの切替も行われていた。
Speedpass+
QUICPay、nanacoを使用した電子マネー。Speedpassと形状は異なるが、キーホルダーに装着可能。基本的機能はSpeedpassと同様だが、EneJet以外でも使用できること、電子マネーのnanacoが使用可能であること、請求先が限られたクレジットカードのみとなることが特徴。Speedpassとともに2019年6月で新規受付・再発行を終了した。
ENEOSカード／シナジーカード
ガソリンが割安になるクレジットカード。提携先はトヨタファイナンス、三菱UFJニコス、JCB。Speedpass+に登録可能。
ENEOSハイオク
ENEOS EneJetで販売されているハイオクガソリン。オクタン価100。エクスプレス時代はシナジーF-1と呼ばれていた。
ENEOSレギュラー
ENEOS EneJetで販売されているレギュラーガソリン。オクタン価90。エクスプレス時代はシナジーレギュラーと呼ばれていた。
ENEOS軽油
ENEOS EneJetで販売されている軽油。エクスプレス時代はシナジーディーゼルと呼ばれていた。
EneJet Wash
自動洗車機。ジェット噴射でホコリを吹き飛ばし、きめ細かな泡で洗い上げる「泡ジェット洗車」が特徴。エクスプレス時代はExpress Washと呼ばれていた。
ビデオポンプ
タッチパネル式給油機。給油の購入だけでなく、洗車、ドトールコーヒーの同時購入（併設店）ができる店もある。
エクスプレス時代はコモタ製のエガオンマッチ（EGAON MUCH）を標準採用していた。計量器はタツノ製。

## ロゴマーク

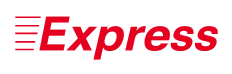
エクスプレス時代のロゴ （2001年〜2019年）
現行ロゴ（2018年〜）